# Гузеев, Валентин Васильевич
Валентин Васильевич Гузеев (6 января 1936 — 10 октября 2015) — советский деятель химической промышленности, доктор химических наук, профессор. Заслуженный химик Российской Федерации (1996). Почётный гражданин города Дзержинска (2004). Дважды лауреат премии Совета Министров СССР. Генеральный директор НИИ полимеров имени академика В. А. Каргина (1980-2007).

## Биография
Родился 6 января 1936 года в городе Дзержинске Горьковской области, в семье учителей. В 1958 году завершил обучение на химическом факультете Горьковского государственного университета им. Н. И. Лобачевского. В 1979 году успешно защитил диссертацию на соискание степени доктора химических наук. С 1986 года - профессор.  
С 1959 по 2007 годы работал в НИИ (ныне ФГУП «НИИ полимеров им. академика В. А. Каргина», город Дзержинск). Начинал трудовую деятельность в НИИ младшим научным сотрудником, затем был руководителем группы, заведующим лабораторией, заместителем директора по научной работе. С 1980 по 2007 годы занимал должность генерального директора НИИ. 
С 2008 по 2015 годы трудился главным научным сотрудником ОАО «ГосНИИМаш» им. В. В. Бахирева в городе Дзержинске.
Является автором более 300 научных работ и изобретений. За 45 лет работы в институте проявил себя высококлассным специалистом в области физикохимии, химии и переработки полимеров.
Дважды лауреат премии Совета Министров СССР. В 1996 году удостоен звания «Заслуженный химик Российской Федерации». 14 апреля 2004 года решением городских властей удостоен звания «Почётный гражданин города Дзержинска». С 2013 года являлся членом вновь образованного Общественного совета при Главе города Дзержинска.
Проживал в Дзержинске, умер 10 октября 2015 года, похоронен на городском кладбище.

## Награды и звания
- Орден Почёта,
- Орден Трудового Красного Знамени,
- «Почётный гражданин города Дзержинск».
- Заслуженный химик Российской Федерации (04.03.1996)
- Дважды лауреат премии Совета Министров СССР.

## Память
8 июня 2017 года на бульваре Победы была открыта мемориальная доска Почётному гражданину Дзержинска, доктору химических наук Валентину Гузееву.